# كريستين فين
كريستين فين (بالنرويجية البوكمول: Kristin Venn)‏ مواليد 5 مارس 1994 في تروندهايم، هي لاعبة كرة يد نرويجية تلعب كجناح أيسر. مثلت منتخب النرويج لكرة اليد للسيدات.

## الإنجازات
- بطولة العالم لكرة اليد للسيدات شباب:
  - الميدالية البرونزية: 2012

## روابط خارجية
- كريستين فين على موقع الاتحاد الأوروبي لكرة اليد (الإنجليزية)
- كريستين فين على موقع الاتحاد النرويجي لكرة اليد (النرويجية)